# Arnaldo Tamayo Méndez
Arnaldo Tamayo Méndez (Guantánamo, 1942. január 29. –) kubai űrhajós.

## Életpálya
A kubai Repülő Akadémián szerzett repülőmérnöki oklevelet. A 7. Interkozmosz űrpilóta lett. Biztonsági tartaléka José Armando López Falcón kiképzett űrhajós volt. Az űrhajósoktól történő elválás után a kubai hadseregben kapott vezetői pozíciót. Beválasztották a Kubai Nemzetgyűlésbe, ahol Guantánamót képviselte.

## Repülési program
1980-ban az Interkozmosz-program keretében a Szojuz–38 űrhajón a szovjet-kubai űrrepülés kutató-pilótája, parancsnok társával Jurij Viktorovics Romanyenkóval repült a Szaljut–6 fedélzetére. Ő volt az első Karib-szigeteki, az első latin amerikai, az első spanyol ajkú, és az első fekete bőrű ember a világűrben. 124-szer kerülte meg a Földet, 7 napot, 20 órát és 43 percet tartózkodott a világűrben.
Űrruháját Havannában a Nemzeti Múzeumban helyezték el. Bélyegen is megörökítették az űrrepülését.

## Tartalék személyzet
- Jevgenyij Vasziljevics Hrunov - tartalék parancsnok
- José López Falcón - kiképzet űrhajós, tartalék kutató-pilóta

## Kitüntetések
Megkapta a „Kubai Köztársaság Hőse” címet, a Szovjetunió Hőse külföldi címét.